# HMS Monarch (1911)
Pour les autres navires du même nom, voir HMS Monarch.
Le HMS Monarch est un cuirassé de classe Orion mis en service dans la Royal Navy en 1912. Il a été utilisé pendant la Première Guerre mondiale et ensuite désarmé dans la première moitié années 1920.